# Oxira gerontion
Oxira gerontion är en fjärilsart som beskrevs av Schultz. 1934. Oxira gerontion ingår i släktet Oxira och familjen nattflyn. Inga underarter finns listade i Catalogue of Life.